# Isachne guangxiensis
Isachne guangxiensis är en gräsart som beskrevs av W.Z.Fang. Isachne guangxiensis ingår i släktet Isachne och familjen gräs. Inga underarter finns listade i Catalogue of Life.